# Arma dos Carabineiros

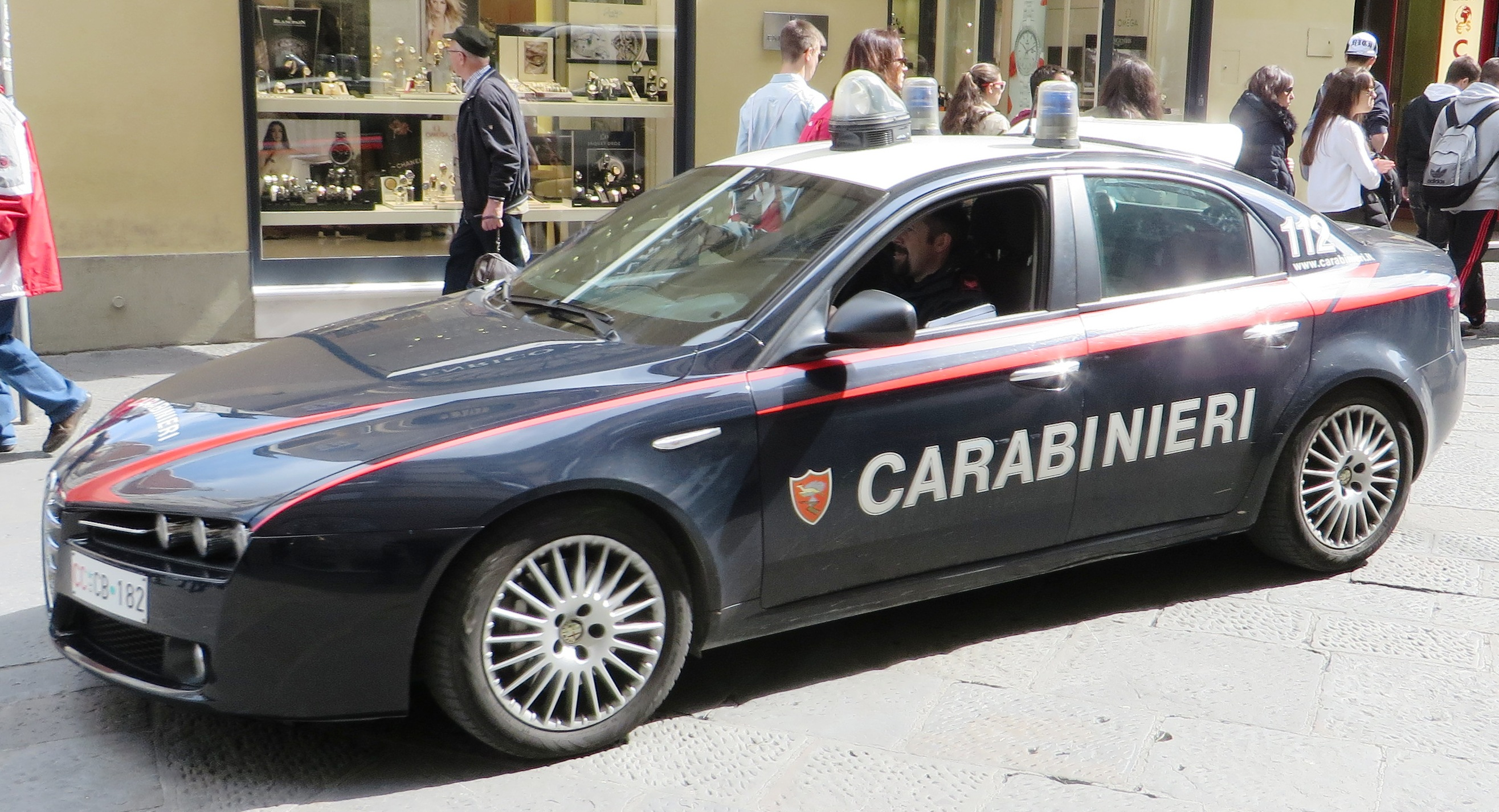
Viatura Alfa Romeo dos Carabinieri

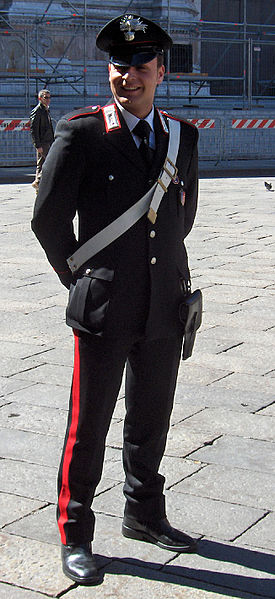
Oficial utilizando o tradicional uniforme

A Arma dos Carabineiros (em italiano: Arma dei Carabinieri) é o corpo nacional de gendarmeria da República Italiana. Ela constitui uma das quatro forças armadas da Itália e uma de suas cinco forças de segurança (Carabineiros, Polícia do Estado, Guarda de Finanças, Corpo Florestal do Estado e Corpo da Polícia Penitenciária), cujas atribuições e competências são: a defesa nacional, polícia militar, segurança pública e polícia judiciária. As suas funções e características são, em termos gerais, semelhantes às da Guarda Nacional Republicana de Portugal, Guardia Civil na Espanha, Polícia Militar no Brasil, Gendarmerie Nationale na França e Carabineiros do Chile, Gendarmeria Nacional Argentina, Gendarmeria Romena, Gendarmaria Turca, dentre outras instituições da mesma natureza.

## Lema
O lema dos Carabinieri é «Nei secoli fedele». Foi criado à época do primeiro centenário do Corpo, pelo capitão Cenisio Fusi em 1914, ao contrário da crença generalizada que teria sido Gabriele d'Annunzio, poeta e dramaturgo italiano, e concedido ao Corpo por Vítor Emanuel III a 10 de novembro de 1933, por aplicação da lei nº 293 de 24 de março de 1932, que esclarece os lemas heráldicos para o Exército italiano.

## História
O Corpo dos Carabinieri foi criado por Vítor Emanuel I, Rei da Sardenha para dispôr, no Piemonte, de um corpo policial equivalente àquele francês, os Gendarmes.
Após a ocupação de Turim pelos soldados franceses, no final do século XVIII, quando estes deixaram as terras à família Saboia, pela lei real de 13 de julho de 1814 (Regie Patenti), foi instituído o Corpo Real Carabinieri (Reali Carabinieri), os quais iam sendo sucessivamente alocadas funções policiais. Estes herdavam dos Cavaleiros Reais (Reali Cavaglieri) que, por sua vez, descendiam do Corpo de Caçadores Reais (Cacciatori Reali), mais tarde reunidos no Corpo de Mosqueteiros de Sardenha.
Do ponto de vista militar, tratava-se de um corpo de infantaria ligeira e, portanto, mais elitista que um corpo de infantaria de linha. De facto, as primeiras incorporações eram constituídas pela excelência dos militares piemonteses, tendo assim permanecido durante muito tempo - realce-se, por exemplo, que todos os Carabinieri teriam que saber ler e escrever, característica pouco comum àquela época. A arma típica era, obviamente, a carabina, não de todo eliminada do equipamento actual, por óbvios motivos de tradição.

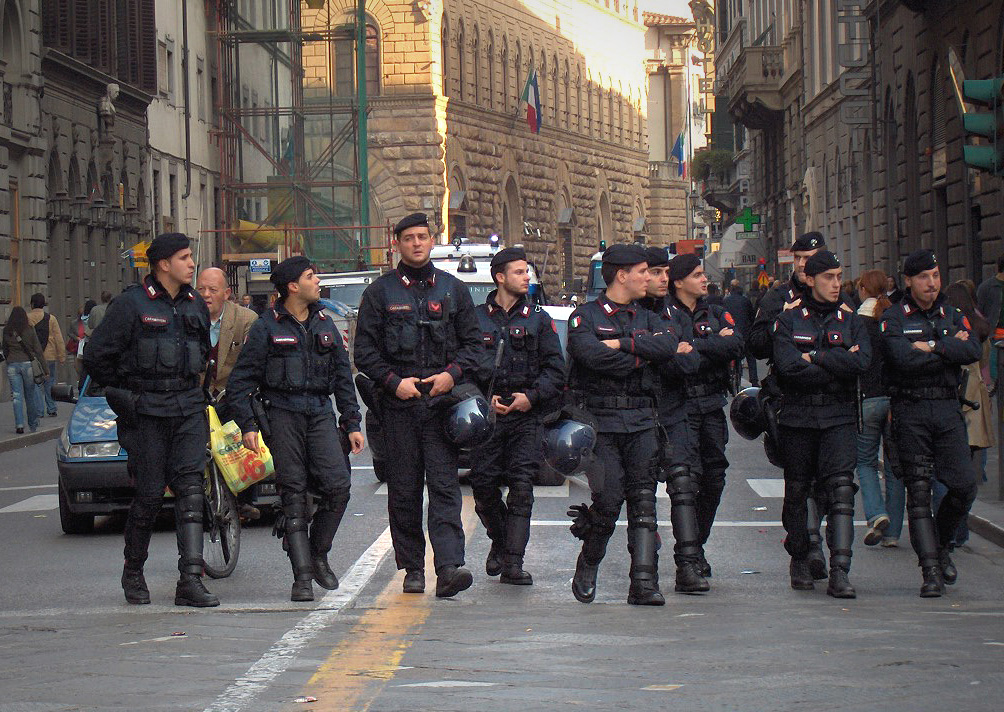
Movimentação dos Carabinieri durante uma manifestação em Florença.

## OsCarabinierina cultura italiana
Os Carabinieri são amplamente retratados na produção artística italiana, sobretudo cinematográfica e literária. Racconti del Maresciallo, La Tenda Nera, Il Maresciallo Rocca, Carabinieri e a série O Polvo, são alguns dos títulos produzidos, na maioria pela divisão de ficção da cadeia televisiva RAI, nos últimos anos.
Em Janeiro de 2005, a rede televisiva Canale 5 estreou uma série de drama sobre os Carabinieri intitulada R.I.S, baseada no Ra.I.S. (Raggruppamento Carabinieri Investigazioni Scientifiche, em português: Grupo de Investigação Científica dos Carabinieri), baseada na série norte-americana CSI: Crime Scene Investigation

## Hierarquia militar

### Oficiais
| Hierarquia da Arma dos Carabineiros | Hierarquia da Arma dos Carabineiros | Hierarquia da Arma dos Carabineiros | Hierarquia da Arma dos Carabineiros | Hierarquia da Arma dos Carabineiros | Hierarquia da Arma dos Carabineiros | Hierarquia da Arma dos Carabineiros | Hierarquia da Arma dos Carabineiros | Hierarquia da Arma dos Carabineiros | Hierarquia da Arma dos Carabineiros | Hierarquia da Arma dos Carabineiros | Hierarquia da Arma dos Carabineiros |
| Categoria | generais                            | generais                            | generais                            | generais                            | generais                            | oficiais superiores                 | oficiais superiores                 | oficiais superiores                 | oficiais inferiores                 | oficiais inferiores                 | oficiais inferiores                 |
| Código OTAN | OF-8                                | OF-8                                | OF-8                                | OF-7                                | OF-6                                | OF-5                                | OF-4                                | OF-3                                | OF-2                                | oficiais subalternos OF-1           | oficiais subalternos OF-1           |
| --- | ----------------------------------- | ----------------------------------- | ----------------------------------- | ----------------------------------- | ----------------------------------- | ----------------------------------- | ----------------------------------- | ----------------------------------- | ----------------------------------- | ----------------------------------- | ----------------------------------- |
| dragona |                                     |                                     |                                     |                                     |                                     |                                     |                                     |                                     |                                     |                                     |                                     |
| Nome italiano | comandante generale dell'Arma1      | vicecomandante generale dell'Arma2  | generale di corpo d'armata          | generale di divisione               | generale di brigata                 | colonnello                          | tenente colonnello                  | maggiore                            | capitano                            | tenente                             | sottotenente                        |
| Tradução em português | comandante general da Arma          | vice-comandante general da Arma     | general de corpo de exército        | general- de-divisão                 | general- de-brigada                 | coronel                             | tenente coronel                     | major                               | capitão                             | tenente                             | subtenente                          |
| Notes: 1 La función de "comandante generale dell'Arma" (comandante general da Arma) é atribuída exclusivamente à l'oficial "generale di corpo d'armata" (general de corpo de exército) dos carabineiros. 2 La función de "vicecomandante generale dell'Arma" (vice-comandante general da Arma) é atribuída exclusivamente à l'oficial da "generale di corpo d'armata" (general de corpo de exército) dos carabineiros. |                                     |                                     |                                     |                                     |                                     |                                     |                                     |                                     |                                     |                                     |                                     |

### Suboficiais
|  |  |  |  |  |  |  |  |  |  |  |  |  |

| appuntato scelto apontado elegido | appuntato apontado | carabiniere scelto carabineiro elegido | carabiniere3 carabineiro |